# إيدو لافي
إيدو لافي (بالعبرية: עידו לוי‏) هو لاعب كرة قدم إسرائيلي في مركز الدفاع، ولد في 31 يوليو 1990 في الخضيرة في إسرائيل. شارك مع منتخب إسرائيل تحت 21 سنة لكرة القدم. أما مع النوادي، فقد لعب مع مكابي نتانيا.

## وصلات خارجية
- إيدو لافي على موقع قاعدة بيانات كرة القدم.إي يو (الإنجليزية)
- إيدو لافي على موقع Soccerway.com (الإنجليزية)